# Lijst van burgemeesters van Maasdriel
Dit is een lijst van burgemeesters van de Nederlandse gemeente Maasdriel in de provincie Gelderland. De huidige gemeente Maasdriel kwam op 1 januari 1999 tot stand na samenvoeging van de gemeentes Ammerzoden, Hedel, Heerewaarden en Rossum met de oude gemeente Maasdriel (tot 1944 'Driel' geheten). De gemeente Maasdriel omvatte in de jaren 1955-1958 de dorpen Kerkdriel en Velddriel en de buurtschap Hoenzadriel. Eerder, in 1958, werd Alem overgeheveld van de Noord-Brabantse gemeente Alem, Maren en Kessel naar het Gelderse Maasdriel, waarbij Maren en Kessel naar de gemeente Lith gingen.

## Tot 1999
| Ambtsperiode | Naam burgemeester                          | Partij of stroming | Bijzonderheden |
| ------------ | ------------------------------------------ | ------------------ | --- |
| 1810 - 1818  | Chr de Gier                                |                    | |
| 1818 - 1848  | G. de Krijger                              |                    | |
| 1849 - 1884  | W.N. (Wouter Noach) Bellingan de Krijger   |                    | Geboren in 1810, overleden op 8 juli 1884 |
| 1884 - 1899  | C. van Haaren                              |                    | |
| 1899 - 1919  | W.B. Kronenburg                            |                    | |
| 1919 - 1943  | J.F. van Heereveld                         |                    | |
| 1943 - 1944  | A. van Heijningen                          |                    | Waarnemend |
| 1944 - 1945  | J. (Jan) Boll                              | NSB                | Waarnemend. In dezelfde periode tevens burgemeester van Zaltbommel en waarnemend burgemeester van Ammerzoden, Hedel, Hurwenen, Kerkwijk en Rossum |
| 1945         | A.F. (Adriaan Ferdinand) van Goelst Meijer |                    | Waarnemend. In dezelfde periode tevens burgemeester van Rossum en waarnemend burgemeester van Hedel                                               |
| 1945         | P.J. van Tiggelen                          |                    | Waarnemend |
| 1946         | J.F. van Heereveld                         |                    | |
| 1946         | A.F. (Adriaan Ferdinand) van Goelst Meijer |                    | Waarnemend. In dezelfde periode tevens burgemeester van Rossum en vanaf 1947 burgemeester van Hurwenen                                            |
| 1946 - 1950  | Th.M.J. (Theo) de Graaf                    | KVP                | |
| 1951 - 1960  | A.J. Berends                               |                    | |
| 1960 - 1967  | mr. J.M. (Jop) Bonnike                     |                    | Aansluitend burgemeester van Noordwijk |
| 1967 - 1976  | J.J.A. (Joop) van Gils                     | KVP                | Aansluitend burgemeester van Didam |
| 1977 - 1984  | H.W. (Hein) Pannekoek                      | VVD                | Aansluitend burgemeester van Wisch en daarna van Tynaarlo                                                                                         |
| 1984 - 1986  | L.F.W. (Louis) Jansen                      |                    | Waarnemend |
| 1987 - 1988  | A.H. (Ton) Bus                             | CDA                | Waarnemend |
| 1989 - 1995  | J.E.A. (Hans) Haas                         | CDA                | |
| 1996 - 1998  | W.M. (Will) de Laat                        | CDA                | Waarnemend |

## Vanaf 1999
| Ambtsperiode | Naam burgemeester            | Partij of stroming | Bijzonderheden                                                 |
| ------------ | ---------------------------- | ------------------ | -------------------------------------------------------------- |
| 1999 - 2003  | mr. J.M. (Jan) Pommer        | CDA                | In de hieraan voorafgaande periode burgemeester van Ammerzoden |
| 2003         | ir. F.C. (Frans) Moree       | SGP                | Waarnemend                                                     |
| 2003 - 2007  | drs. J.M.L.N. (Jack) Mikkers | VVD                |                                                                |
| 2007         | ir. F.C. (Frans) Moree       | SGP                | Waarnemend                                                     |
| 2007 - 2010  | A.H. (Ada) Boerma-van Doorne | CDA                |                                                                |
| 2010 - 2011  | A. (Arno) Frankfort          | VVD                | Waarnemend                                                     |
| 2011 - 2012  | Dick de Cloe                 | PvdA               | Waarnemend                                                     |
| 2013 - 2014  | Gerd Prick                   | PvdA               | Waarnemend                                                     |
| 2014 - 2023  | Henny van Kooten             | SGP                | [ 10 ] [ 11 ]                                                  |
| 2023 - 2024  | Jaco Geurts                  | CDA                | Waarnemend                                                     |
| 2024         | André Baars                  | CDA                | Waarnemend                                                     |
| 2024 - heden | Antoine Walraven             | VVD                | [ 14 ]                                                         |